# دادگاه نوروود (میسوری)
دادگاه نوروود (به انگلیسی: Norwood Court) یک روستا (ایالات متحده آمریکا) در ایالات متحده آمریکا است که در شهرستان سنت لوئیس، میزوری واقع شده‌است.
 دادگاه نوروود ۰٫۳۲ کیلومتر مربع مساحت و ۹۵۹ نفر جمعیت دارد و ۱۸۲ متر بالاتر از سطح دریا واقع شده‌است.